# Sindicato de estudiantes

Le Sindicato de estudiantes (Syndicat des étudiants) est un syndicat étudiant espagnol, première organisation étudiante nationale en Espagne. Rassemblant plus de 20 000 affiliés, le S. E. se définit comme un syndicat de gauche, anticapitaliste et révolutionnaire.
La direction du S. E. est majoritairement assurée par les membres de l'organisation marxiste Izquierda Revolucionaria.

## Histoire
Fondé en 1986 par les membres de la revue marxiste El militante, le Sindicato de estudiantes a participé à toutes les luttes étudiantes en y gagnant une influence et une visibilité sans cesse croissante.
Lors du mouvement français contre la LRU en 2008 et du mouvement contre ses applications en 2009, le S. E. a témoigné sa solidarité aux étudiants et aux professeurs mobilisés.

## Structure

### Section syndicale
La section syndicale est l'unité de base du Sindicato de estudiantes. Au moins une fois par mois, tous les adhérents de la section sont appelés à participer à l'assemblée de section pour discuter de l'action locale ou nationale du syndicat, analyser la situation et les problèmes des étudiants ainsi que proposer des perspectives d'action à court ou long terme.
L'assemblée de section élit parmi ses membres un "Comité de responsables" chargé de géré l'action, la représentation et les finances de la section entre deux assemblées.
Les responsables élus doivent rendre compte de leur mandat devant l'assemblée de section et sont révocable à tout moment par celle-ci.

### Exécutif provincial et national
Une des rares organisation étudiante espagnole à vocation nationale, le S. E. est doté d'organe de décision au niveau tant provincial que national. Les exécutifs provinciaux et nationaux sont élus par le congrès provincial ou national de l'organisation et mandatés par lui pour diriger le syndicat entre deux congrès, lequel se tient ordinairement tous les 2 ans.

### Congrès
Le congrès est l'organe de décision le plus élevé du Sindicato de estudiantes. Il se réunit tous les 2 ans et est composé des délégués élus par les adhérents de chaque section syndicale en assemblée de section. Il est chargé de définir l'orientation du syndicat jusqu'au prochain congrès et d'élire l'exécutif national ainsi que le secrétaire général du S. E.. Le XVIIIe congrès de l'organisation s'est tenu en novembre 2016 et a réélu Ana García comme secrétaire générale.